# NGC 3644
NGC 3644 في الفهرس العام الجديد، هي مجرة، تقع في كوكبة الأسد. اكتشفت في 22 مارس 1865 بواسطة ألبرت مارث.

## روابط خارجية
- NGC 3644 على موقع ويكي سكاي: DSS2, SDSS, GALEX, IRAS, Hydrogen α, X-Ray, Astrophoto, Sky Map, Articles and images